# Leucasio
Leucasio (en griego, Λευκάσιο) es un pueblo griego situado en el municipio de Kalavrita, en Acaya. En 2011 tenía 89 habitantes.
Está situado aproximadamente en la zona en la que, en la Antigüedad, había un asentamiento griego de su mismo nombre, aunque entonces pertenecía a Arcadia.
Pausanias ubicaba este antiguo asentamiento en el territorio perteneciente a Clítor, y señala que era el primer lugar que atravesaba en su recorrido el río Ladón, antes de atravesar otro asentamiento llamado Mesoboa.